# Seznam stromů ve státních symbolech
Seznam stromů ve státních symbolech obsahuje stromy nebo části stromů vyznačené na vlajkách států a státních znacích. Je seřazen podle zemí. Seznam není úplný.

## Jednotlivé státy
| Země                   | Strom                                      | Státní vlajka           | Státní znak                                      | Další symboly                          | Historické symboly                              |
| ---------------------- | ------------------------------------------ | ----------------------- | ------------------------------------------------ | -------------------------------------- | ----------------------------------------------- |
| Austrálie              | Akácie (ratolest)                          |                         | Státní znak Austrálie                            |                                        |                                                 |
| Barbados               | Fíkovník                                   |                         | Státní znak Barbadosu                            |                                        |                                                 |
| Belize                 | Mahagonovník Vavřín (ratolest)             |                         | Státní znak Belize                               |                                        |                                                 |
| Benin                  | Palma                                      |                         | Státní znak Beninu                               |                                        |                                                 |
| Bolívie                | Palma Vavřín (ratolest) Olivovník ratolest |                         | Státní znak Bolívie                              |                                        |                                                 |
| Česko                  | Lípa (ratolest)                            |                         | Státní znak České republiky (prezidentská verze) | Vlajka prezidenta                      | Státní znak Československa (meziválečné období) |
| Estonsko               | Dub (ratolest)                             |                         | Státní znak Estonska                             |                                        |                                                 |
| Fidži                  | Kokosovník ořechoplodý                     |                         | Státní znak Fidži                                |                                        | Státní znak Království Fidži (1871–1874)        |
| Francie                | Dub Vavřín (ratolest)                      |                         |                                                  | Státní znak Francie (neoficiální znak) |                                                 |
| Itálie                 | Dub Olivovník (ratolest)                   |                         | Státní znak Itálie                               |                                        |                                                 |
| Jemen                  | Kávovník                                   |                         | Státní znak Jemenu                               |                                        |                                                 |
| Katar                  | Palma                                      |                         | Státní znak Kataru                               |                                        | Státní znak Kataru (2013–2022)                  |
| Kuba                   | Palma Dub (ratolest) Vavřín (ratolest)     |                         | Státní znak Kuby                                 |                                        |                                                 |
| Libanon                | Cedr                                       | Libanonská vlajka       | Státní znak Libanonu                             |                                        |                                                 |
| Lotyšsko               | Dub (ratolest)                             |                         | Státní znak Lotyšska                             | střední znak                           |                                                 |
| Maledivy               | Palma                                      |                         | Státní znak Malediv                              |                                        |                                                 |
| Moldavsko              | Olivovník (ratolest)                       |                         | Státní znak Moldavska                            |                                        |                                                 |
| Paraguay               | Olivovník Vavřín (ratolest)                | Vlajka Paraguaye        | Státní znak Paraguaye                            |                                        |                                                 |
| Peru                   | Chinovník                                  |                         | Státní znak Peru                                 |                                        |                                                 |
| Portugalsko            | Olivovník (ratolest)                       |                         | Státní znak Portugalska                          |                                        |                                                 |
| Rovníková Guinea       | Vlnovec pětimužný                          | Vlajka Rovníkové Guiney | Státní znak Rovníkové Guiney                     |                                        |                                                 |
| Řecko                  | Vavřín (ratolest)                          |                         | Státní znak Řecka                                |                                        |                                                 |
| Senegal                | Baobab                                     |                         | Státní znak Senegalu                             |                                        |                                                 |
| Slovinsko              | Lípa (ratolest)                            |                         |                                                  |                                        | Státní znak Slovinska (1947-1991)               |
| Spojené státy americké | Olivovník (ratolest)                       |                         | Státní znak USA                                  |                                        |                                                 |
| Španělsko Granada      | Marhaník (ratolest)                        |                         | Státní znak Španělska                            |                                        |                                                 |